# Republikflucht
Republikflucht (dansk: Republikflugt) var den betegnelse, som det kommunstiske styre i DDR anvendte om sine indbyggeres forsøg på at forlade landet til fordel for Vesttyskland eller andre vestlige (ikke-socialistiske) lande. Forsøg på at forlade DDR blev straffet hårdt, og mange blev dræbt under forsøget.
I årene 1945-1961 forlod mellem 2,5 og 3 mio. mennesker den sovjetiske besættelseszone, fra 1949 kaldet DDR. Det svarede til en sjettedel af alle indbyggere. Særligt yngre og uddannede forlod landet, men efter opførelsen af Berlinmuren i 1960'erne blev republikflugt forbundet med stor fare. I alt blev 75.000 indbyggere, der forsøgte at flygte fra DDR, fængslet. Straffen var et til fem års fængsel. I nogle tilfælde blev de, der forsøgte at flygte, dræbt af grænsevagterne ved Berlinmuren eller den indre tyske grænse. Et af de første dødsofre var Peter Fechter.
I foråret 1989 ophævede Ungarn sin grænse mod Østrig og tillod indrejse uden visum, hvilket var én af de skelsættende begivenheder, der ledte til Berlinmurens fald.